# Anti-hemorrágico
Um anti-hemorrágico é uma substância que promove a hemostasia (processo que pára o sangramento). Também pode ser conhecido como um agente hemostático.
Os agentes anti-hemorrágicos usados na medicina têm vários mecanismos de ação:
- drogas sistêmicas que funcionam inibindo a fibrinólise ou promovem a coagulação.
- agentes hemostáticos de ação local, causando vasoconstrição ou promovendo a agregação plaquetária.